# Wapelfeld
Wapelfeld ist eine Gemeinde im Kreis Rendsburg-Eckernförde in Schleswig-Holstein.

## Geografie und Verkehr
Die Gemeinde Wapelfeld liegt an der Wapelfelder Au, einem kleinen Fluss, welcher später, mit der Papenau, zur Haaler Au zusammenfließt. Die Bundesstraße 430 von Neumünster zur Bundesautobahn 23 führt an Wapelfeld vorbei. Im nahen Hohenwestedt besteht Bahnanschluss (Strecke Neumünster – Heide). Von 1901 bis 1957 war Wapelfeld Bahnstation der Rendsburger Kreisbahn.

## Geschichte
1248 wird der Ort erstmals in einer Schrift als waldloses Land am stehenden Wasser erwähnt.

## Politik

### Gemeindevertretung
Bei der Kommunalwahl am 14. Mai 2023 wurden insgesamt neun Sitze vergeben. Diese fielen erneut alle an die Kommunale Wählergemeinschaft Wapelfeld. Die Wahlbeteiligung betrug 51,8 %.

### Wappen
Blasonierung: „In Gold ein erhöhter schräglinker durchbrochener blauer Wellenbalken, oben rechts ein rotes Rad, unten links über einem im Schildfuß wachsenden grünen Palisadenzaun eine grüne Binse.“

## Persönlichkeiten
Der Agrikulturchemiker Richard Thun (1899–1945) wurde in Wapelfeld geboren. Ebenfalls aus Wapelfeld stammt der Ornithologe Joachim Rohweder (1841–1905).